# Val Veddasca
La Val Veddasca (in precedenza anche Val Vedasca, come in dialetto varesotto) è una valle della provincia di Varese e del canton Ticino, solcata dal torrente Giona.
La valle inizia al valico dell'alpe di Neggia, nel territorio del comune svizzero di Gambarogno, in località Indemini, e termina a Maccagno, dove sbocca nel lago Maggiore.

## Geografia
La valle è contornata da monti alti tra i 900 e i quasi 2000 metri di altitudine del Monte Tamaro. È inserita all'interno del sito di interesse comunitario denominato Val Veddasca.

### Orografia
Delimitano la Valle i monti : Montagnola (931 m s.l.m.), Borgna (1158 m s.l.m.),  Cadrigna (1300 m s.l.m.), Sirti (1344 m s.l.m.), Covreto (1593 m s.l.m.), Paglione (1554 m s.l.m.), Gambarogno (1734 m s.l.m) in destra idrografica; mentre in sinistra idrografica i monti : Tamaro (1961 m s.l.m), Gradiccioli (1936 m s.l.m.), Pola (1742 m s.l.m.), Magno (1636 m s.l.m.), Zottone (1569 m s.l.m.), Poncione di Breno (1654 m s.l.m.) Lema (1621 m s.l.m.), Gradisea (1057 m s.l.m), Motti dei Ronchetti (702 m s.l.m).

### Idrografia

Vista della testata della Valle dal monte Paglione

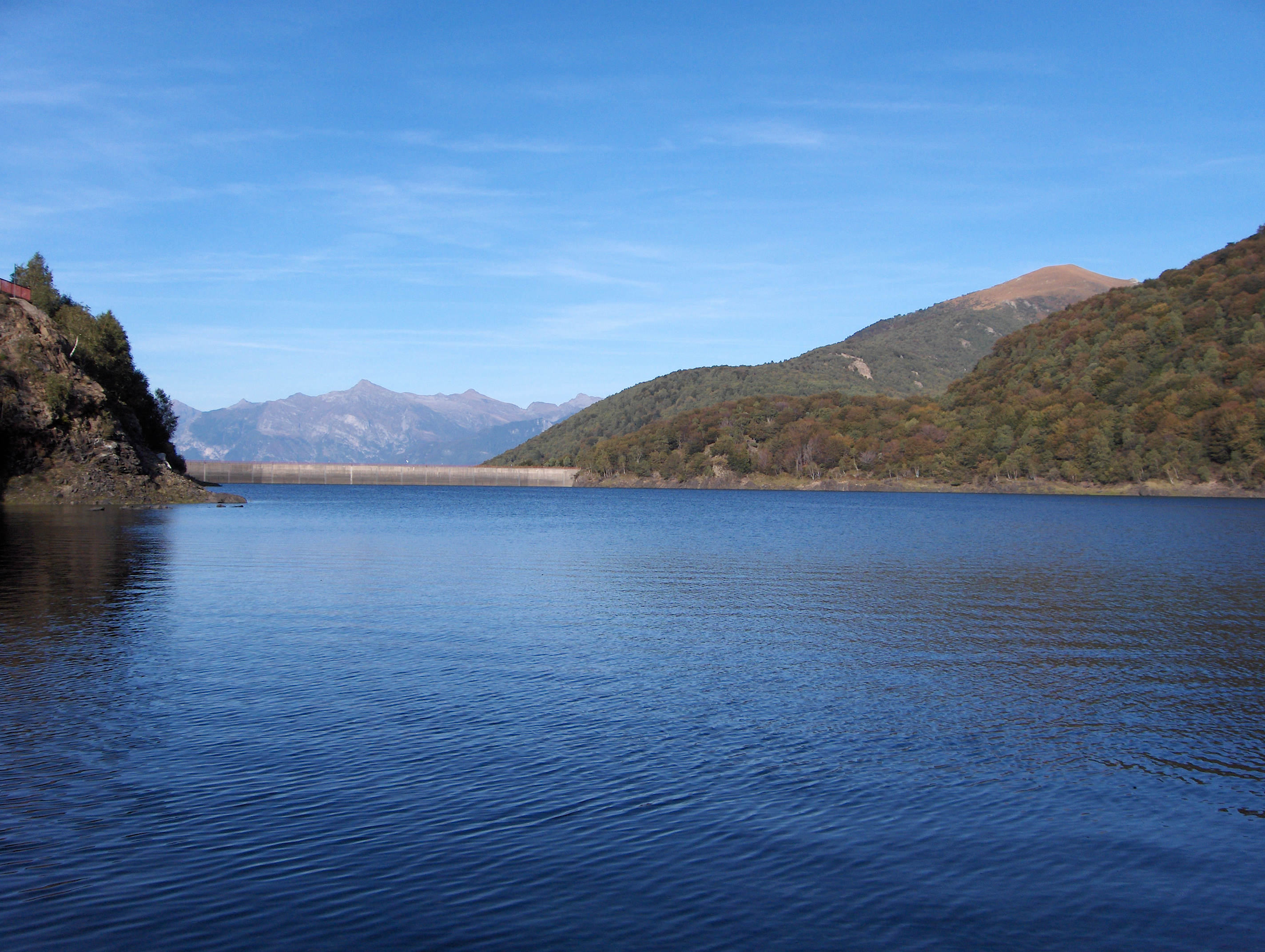
Il lago Delio

Il torrente Giona raccoglie tutte le acque della valle, eccetto quelle confluenti nel torrente Molinera.
Principali affluenti del Giona nella valle sono i torrenti val Frigera, Viascola e valle Arasio.

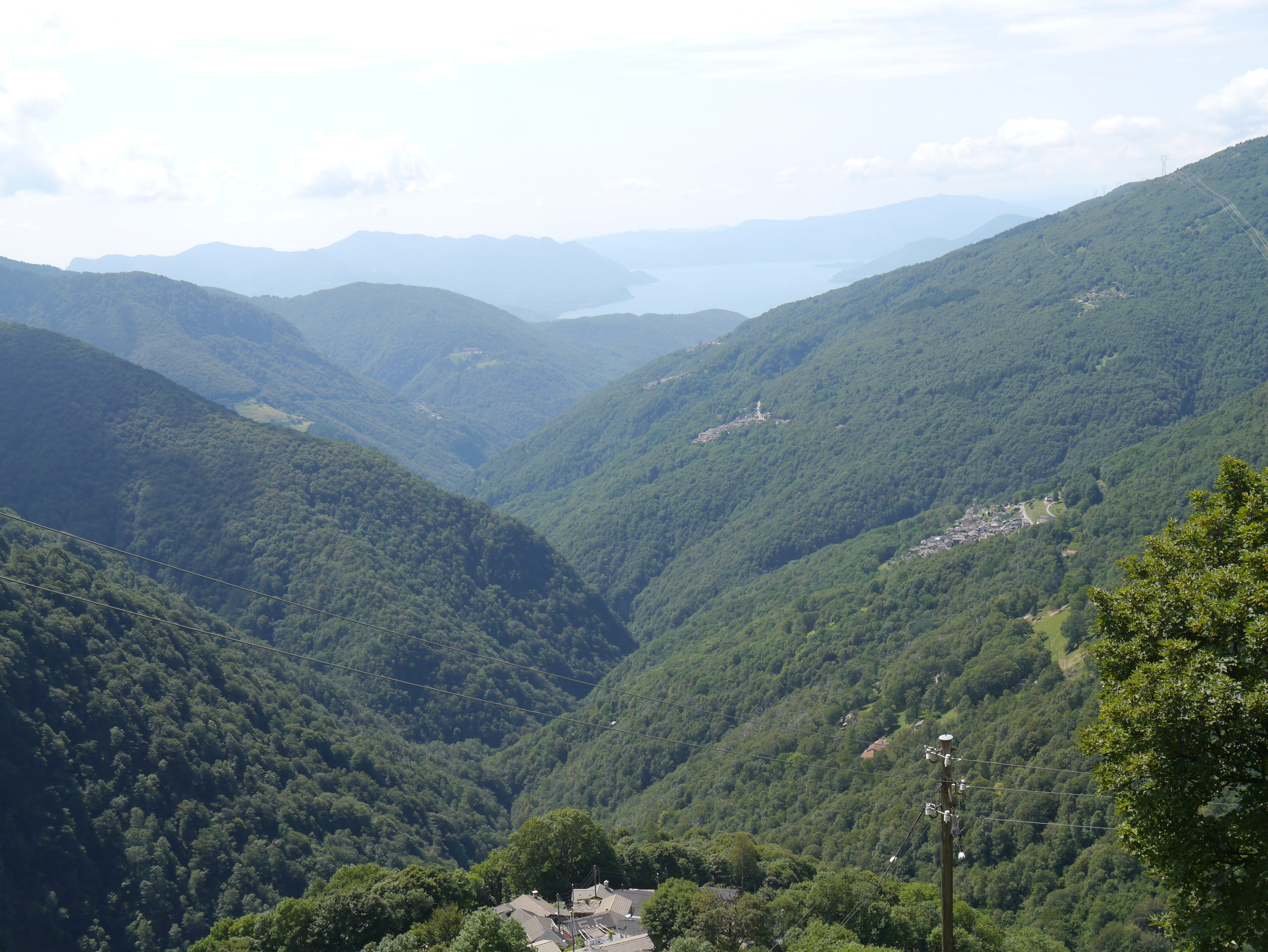
Alpe di Neggia

Confluiscono nel Molinera, invece, il rio Quadro e la Vasca Molinera. Quest'ultimo è il modesto emissario del lago Delio. Bacino artificiale formato da due dighe, le cui acque raggiungono in gran parte tramite condotte forzate la centrale idroelettrica di Roncovalgrande; solo le acque in eccesso alimentano la Vasca Molinera.

## Centri abitati
I comuni che interessano la valle sono Gambarogno (Indemini), Curiglia con Monteviasco e Maccagno con Pino e Veddasca.
Indemini è un villaggio costituito da diversi piccoli insediamenti come Pezze, Isolabella, monti, Alpe e monti in cima al Pra, posti ai piedi dell'alpe di Neggia, dove è presente una stazione sciistica. Inoltre, sul monte Gradiccioli, a quota 1168 m s.l.m., vi è un alpeggio. È frazione del comune svizzero di Gambarogno.
Il comune di Maccagno con Pino e Veddasca fa parte della Valle solo parzialmente con alcune frazioni ed alpeggi: Biegno, Lozzo, Ronco, Passo della Forcora, Armio, Graglio, Cadero, Cangili, Monterecchio, Nove Fontane, Alpe Quadra, Alpe Feed, Bacinetto, Pian Poso, Alpe Cadrigna, Pian della Croce, Alpe Cangei, Alpe Prà del Cotto, Alpe Comendone, Alpe Casmera, Caldera, Fontana, Alpe Rassini, Ponte Delà, Costa del Fajetto, Passo Fontana Rossa, Garabiolo, Ronchi, Caviggia, Veddo, Bosco Nassa, Alpe Inent, Alpe Dei, lago Delio.
Curiglia con Monteviasco è formato dall'unione dei centri di Curiglia e Monteviasco e da altre frazioni ed alpeggi che sono Sarona, Alpone, Piero, Viasco, Mulini, Alpe Polusa, Alpe Fontanella, Alpe Cortetti, Alpe Cà del Sasso, Madonna della Guardia, Alpe Rattaiola, Alpe Corte, Alpe Merigetto, Ponte di Piero, Alpe Rivo, Alpe Pian Cavurico. Questo comune è caratterizzato dalla scarsità di strade carrozzabili, che raggiungono solo Curiglia e Ponte di Piero. Monteviasco è collegato a Ponte di Piero tramite una funivia.

## Sport invernali al passo della Forcora
La val Veddasca può vantare l'unica stazione sciistica per lo sci alpino in provincia di Varese. Si tratta del Passo della Forcora, dove uno skilift, una manovia e un tapis roulant consentono di praticare questa disciplina. Lo skilift più lungo, porta in vetta al monte Cadrigna e serve una pista rossa. Oltre alle piste dello sci alpino, lunghe complessivamente 1.5 km, al passo si trova anche un anello per lo sci di fondo.

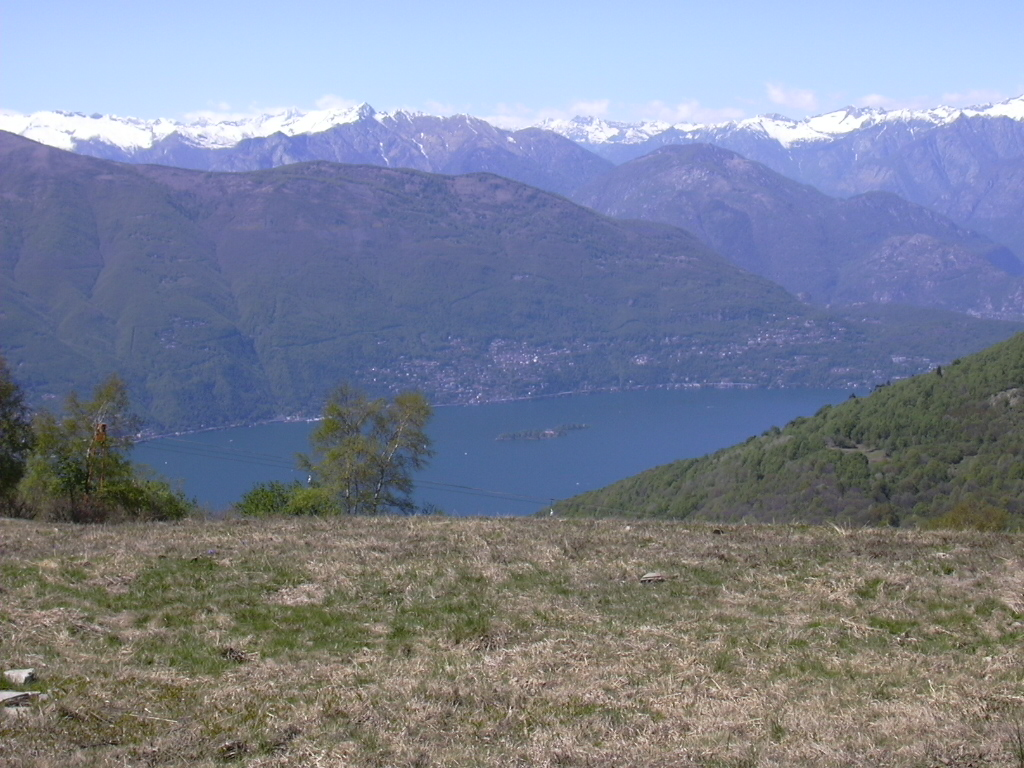
Le isole di Brissago viste dal passo della Forcora
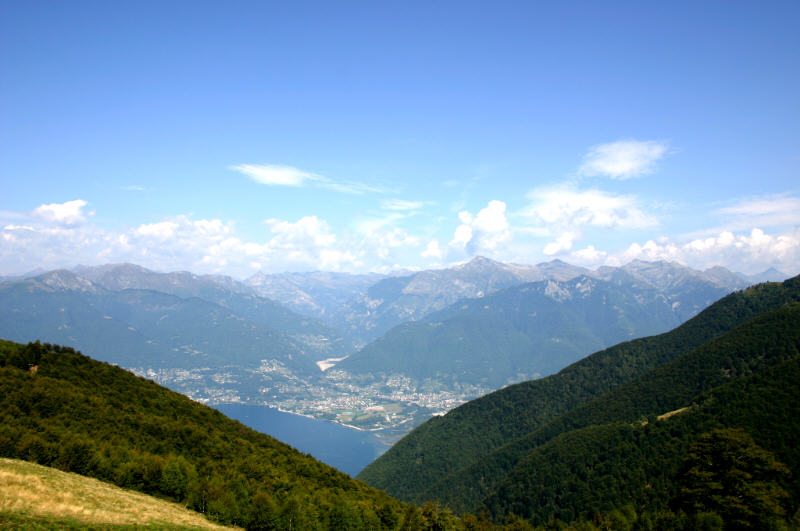
Il lago Maggiore dall'alpe di Neggia